# Scholastique Malet
Pour les articles homonymes, voir Malet.
Scholastique Malet (bienheureuse) est une laïque française d'une grande piété née le 1er mai 1812 à Saint-Joseph de l'île Bourbon, aujourd'hui La Réunion, et morte le 11 juin 1862.
L'Église catholique lui attribue la guérison miraculeuse d'un brigadier sourd qui retrouva l'ouïe alors qu'il allait prier sur sa tombe.

## Postérité
Un mausolée a été construit dans le cimetière de sa commune natale, en reconnaissance de ses grâces, en 1941,.
Une rue de Saint-Joseph porte son nom.